# RPA
RPA, sigla de Radio del Principado de Asturias, es una cadena de radio pública autonómica del Principado de Asturias (España). Es la radio de la Radiotelevisión del Principado de Asturias (RTPA). Comenzó sus emisiones en pruebas a mediados del año 2006 y empezó a emitir regularmente el 21 de diciembre de 2007 a las 8:00 con el espacio informativo "El día como viene", presentado por Xana Iglesias. Desde entonces se han incorporado nuevos programas y su parrilla ha sido modificada en diversas ocasiones.

## Emisiones
La RPA emite desde la Universidad Laboral de Gijón y puede escucharse desde cada uno de sus doce centros re-emisores en Asturias. También es posible escucharla por FM en parte de la provincia de Lugo, Cantabria y León por la cercanía con Asturias

## Frecuencias
Estas son las frecuencias de RPA:
- Avilés: 101.4 FM
- Boal: 95.4 FM
- Cangas de Onís: 101.7 FM
- Cangas del Narcea: 89.8 FM
- Gijón: 100.5 FM
- Llanes: 103.8 FM
- Luarca: 98.6 FM
- Mieres: 103.2 FM
- Pico del Gamoniteiro: 106.4 FM
- San Martín del Rey Aurelio: 103.7 FM
- Villanueva de Oscos: 100.0 FM

También es posible escuchar la radio en directo a través de la página web de la RTPA.